# Rutiderma rotunda
Rutiderma rotunda är en kräftdjursart. Rutiderma rotunda ingår i släktet Rutiderma och familjen Rutidermatidae. Inga underarter finns listade i Catalogue of Life.